# ひん岩
ひん岩（玢岩、ひんがん、porphyrite）は、中性の半深成岩。斑状組織をしており、斑晶は斜長石で、カリ長石を含まないものを指す。岩脈として産することが多い。
なお、カリ長石の斑晶をもつものは斑岩（porphyry）といい、ひん岩とは区別されるべきであるが、近年では斜長石の斑晶をもつものであっても斑岩の名称を用いていることがあり（例えば、閃緑斑岩）、混乱を生じている。
もともとは、カール・ハインリヒ・ローゼンブッシュが中生代以前の安山岩に対して用いた。

## 玢岩の種類
閃緑玢岩（diorite porphyrite）
閃緑岩と同じような鉱物組成であるが、斜長石の斑晶が大きく目立つもの。石英を含むものは石英閃緑ひん岩という。
輝緑玢岩（diabase porphyrite）
輝緑岩（粗粒玄武岩）との中間的な性質のもの。